# リチャード・アークライト (実業家)

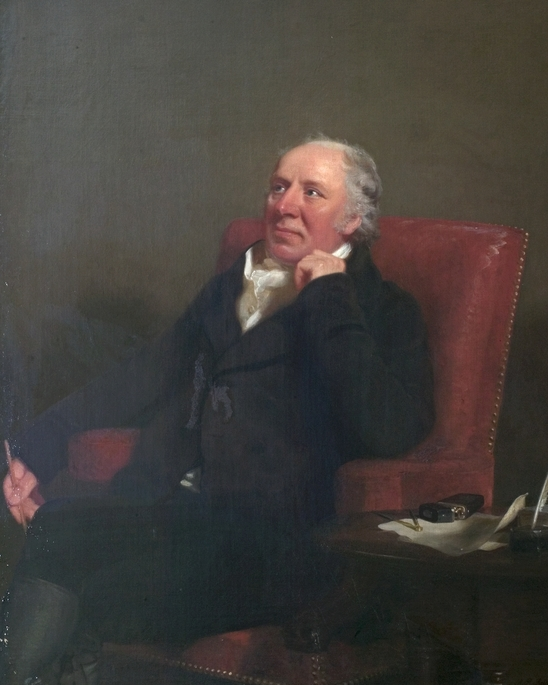
ラムゼー・リチャード・ライナグルによる肖像画、1813年。

リチャード・アークライト（Richard Arkwright、1755年12月19日 – 1843年4月23日）は、イギリスの実業家。父の紡績工場を引き継いで発展させた。
1799年時点のグレートブリテン王国における百万長者（100万ポンド以上の財産を所有する人物）の1人であり、100万ポンド（2023年時点の1.24億ポンドと同等）を所有した。財産管理の面でイギリス国債、イングランド各地での領地に投資したことで、1819年から1820年にかけて紡績事業が赤字転落したときでも安定した収入を得られた。

## 生涯
発明家サー・リチャード・アークライトと1人目の妻ペイシェンス（Patience、旧姓ホルト）の息子として、1755年12月19日にボルトンで生まれた。父の事業を引き継ぐよう育てられ、1783年1月にスタッフォード州ロースターの紡績工場を、同年7月にダービー州ベイクウェルの紡績工場を父から譲り受けた。以降事業経営や買収、売却の繰り返しを経て、1792年に父が死去する頃にはロースターとベイクウェルの紡績工場を一部所有し、ダービー州クロムフォードの紡績工場とマッソン紡績工場も所有した。
父の死後にクロムフォードにあるロック・ハウス（Rock House）に引っ越し、1795年にウィラーズリー・キャッスルが完成するとウィラーズリーに引っ越した。また父の代よりウィラーズリー・キャッスルの敷地内で建設されていたチャペルの工事を進め、1797年にクロムフォードのセント・メアリー教会として完成した。領地管理ではウィラーズリー・キャッスルの地所に35万本の木を植え、ガーデンを一般公開した。温室を設けてパイナップル、メロン、モモを植え、1806年以降はフロスト・グレープも植えた。新しいフロスト・グレープ栽培法を発明した功績により、1822年にロンドン園芸協会から金メダルを授与された。
紡績事業で築いた財産をイギリス国債に投資し、ダービー、スタッフォード、エセックス、ヘレフォード、レスター、ヨーク州で領地を購入した。このように分散投資を行ったことで、紡績事業の収益が変動しても安定した収入を得て、1799年時点で100万ポンドの財産を築き、1823年には200万、1836年には300万まで膨れ上がった。
1801年、ダービーシャー州長官を務めた。政治観は保守派のそれだったが、議会選挙への出馬には辞退した。
1843年4月19日に卒中を起こし、23日にウィラーズリーで死去した。遺体はクロムフォードのセント・メアリー教会に埋葬された。遺産は300万ポンドを超えると概算された。

## 家族

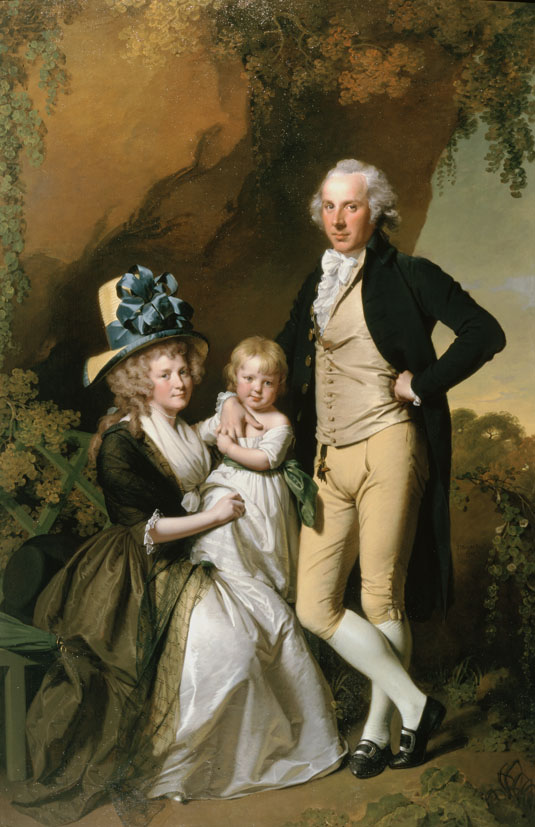
アークライト夫婦と娘の肖像画、ジョセフ・ライト画。

1780年、メアリー・シンプソン（Mary Simpson、1827年2月24日没、アダム・シンプソンの娘）と結婚、6男5女をもうけた。
- エリザベス（1780年[9] – 1838年1月30日） - 1802年10月27日、フランシス・エドワード・ハート（Francis Edward Hurt、1781年2月11日 – 1854年3月22日、フランシス・ハートの息子）と結婚、子供あり[10]
- リチャード（英語版）（1781年9月30日 – 1832年3月28日） - 長男。1803年5月22日、マーサ・マリア・ベレスフォード（Martha Maria Beresford、ウィリアム・ベレスフォードの娘）と結婚、子供あり[11]
- ロバート（1783年3月7日 – 1859年8月6日） - フランシス・クロフォード・ケンブル（Frances Crawford Kemble、1849年没、スティーブン・ケンブル（英語版）の娘）と結婚、子供あり[8]
- ピーター（1784年4月17日 – 1866年9月19日） - 1805年9月2日、メアリー・アン・ハート（Mary Anne Hurt、1872年9月6日没、チャールズ・ハートの娘）と結婚[8]
- ジョン（1785年8月27日 – 1858年2月27日） - 1830年4月13日、サラ・ホスキンス（Sarah Hoskyns、1869年7月19日没、第7代準男爵サー・ハンガーフォード・ホスキンスの娘）と結婚、子供あり[8]
- チャールズ（1786年11月22日 – 1850年12月28日） - メアリー・シットウェル（Mary Sitwell、エドワード・S・シットウェルの娘）と結婚[8]
- メアリー（1788年 – 1803年[9]）
- ジョセフ（1791年8月9日 – 1864年2月29日） - 1818年10月19日、アン・ウィグラム（Anne Wigram、1863年5月21日没、初代準男爵サー・ロバート・ウィグラム（英語版）の娘）と結婚、子供あり[8]
- アン（1794年[9] – 1844年） - 1818年10月28日、サー・ジェームズ・ウィグラム（英語版）（初代準男爵サー・ロバート・ウィグラム（英語版）の三男）と結婚、子供あり[12]
- フランシス（1796年 – 1863年[9]）
- ハリエット（1798年 – 1815年[9]）

子女たちに度々多額の仕送りをした。たとえば、長男リチャードが1803年に結婚したときに3万ポンドを贈り、1805年から1821年まで毎年500ポンドの仕送りをしたほか、1810年以降はノーマントンの地租収入（毎年1,500ポンド程度）もリチャードが受け取った。三男ピーターが1805年に結婚したときに500ポンドを贈り、1807年にピーターの家具購入に3,000ポンドをあげた。1833年には故人のリチャードを除く息子5人にそれぞれ3,000ポンドを贈り、1834年にそれぞれ追加で2,000ポンドを贈った。さらに1838年にはクリスマスプレゼントとして子女それぞれに1万ポンドを贈った。
社交界ではデヴォンシャー公爵夫人ジョージアナ・キャヴェンディッシュが賭博でこさえた借金を返済するためにアークライトから借金した。